# Státní zemědělský intervenční fond
Státní zemědělský intervenční fond (SZIF nebo také Fond) je česká státní instituce v působnosti Ministerstva zemědělství, která zprostředkovává finanční podporu z Evropské unie a národních zdrojů a zajišťuje následnou kontrolu oprávněnosti užívání dotací. SZIF je akreditovanou platební agenturou pro provádění opatření Společné zemědělské politiky financovaných z Evropského zemědělského záručního fondu a Evropského fondu pro rozvoj venkova. Fond ročně spravuje finance v celkové hodnotě 35–40 miliard Kč a aktuálně má přibližně 1300 zaměstnanců. V čele stojí generální ředitel Ing. Petr Dlouhý, MBA. Mezi lety 2013 a 2022 byl generálním ředitelem Martin Šebestyán.

## Činnost fondu

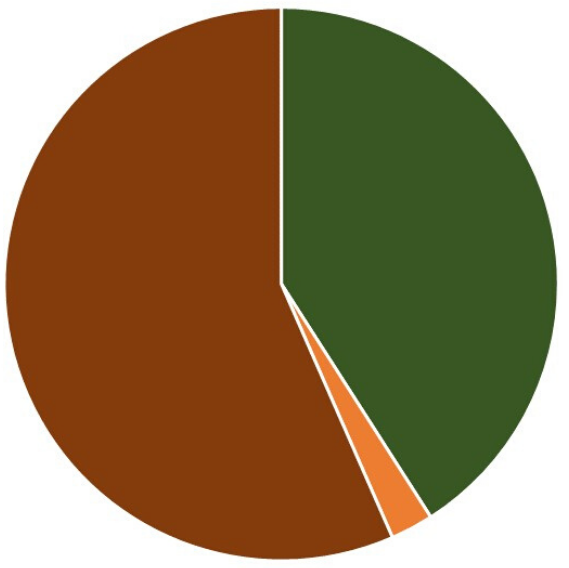
Poměr vyplacených podpor v roce 2019
Přímé platby (22,455 mld Kč)
Rozvoj venkova (16,249 mld Kč)
Společná organizace trhů (0,991 mld Kč)

Státní zemědělský intervenční fond je právnickou osobou se sídlem v Praze a jeho činnost se řídí zákonem o Státním zemědělském intervenčním fondu č. 256/2000 Sb., v platném znění a prováděcími právními předpisy ve formě nařízení vlády. SZIF je zprostředkovatelem finanční podpory z Evropské unie a národních zdrojů. Dotace z EU jsou v rámci Společné zemědělské politiky poskytovány z Evropského zemědělského záručního fondu (EAGF) a Evropského zemědělského fondu pro rozvoj venkova (EAFRD) a v rámci Společné rybářské politiky z Evropského námořního a rybářského fondu (ENRF). V rámci Společné zemědělské politiky se v EU uplatňují tři zásady – společný trh pro zemědělské produkty při společných cenách, zvýhodnění produkce ze zemí Unie na úkor vnější konkurence a finanční solidarita – financování ze společného fondu, do něhož všichni přispívají.
V současné době SZIF administruje režimy podpor 1. a 2. pilíře Společné zemědělské politiky – jedná se o tyto typy podpor:
- Přímé platby (PP) – vyplácené na hektar obhospodařované plochy
- Program rozvoje venkova (PRV) – projektová a neprojektová opatření

- Společná organizace trhu (SOT) – řeší výkyvy poptávky a nabídky na trhu a zabezpečuje zemědělským podnikatelům větší jistotu a stabilitu v podnikání.
- Operační program Rybářství 2021–2027 (OPR)
- Zemědělské národní dotace
- Značky kvalitních potravin KLASA, Regionální potravina a Bio (SZIF zajišťuje marketingovou podporu a administrativu).

SZIF v roce 2023 vyplatil v rámci Společné zemědělské politiky 30,9 mld. Kč, z toho 15,6 mld. Kč tvořily přímé platby a platby na Program rozvoje venkova činily 14,3 mld. Kč. SZIF také administroval národní dotační programy v hodnotě téměř 3,9 mld. Kč.
Kontroverzní jsou platby koncernu Agrofert českého předsedy vlády Andreje Babiše, které od roku 2012 činily celkem cca 6,5 miliardy. V roce 2019 SZIF pozastavil proplácení dotací Agrofertu a také firmám spojeným s ministrem zemědělství Miroslavem Tomanem s tím, že úředníci analyzují zprávu o auditu Evropské komise týkající se údajného střetu zájmů.

## Struktura
Fond je tvořen centrálním pracovištěm v Praze, sedmi regionálními odbory (RO), které odpovídají úrovni NUTS II a 65 Odděleními příjmu žádostí a LPIS (OPŽL), dříve Agentury pro zemědělství a venkov (AZV).
Regionální pracoviště (RO)
- v Praze (RO Střední Čechy),
- v Ústí nad Labem (RO Severozápad),
- v Českých Budějovicích (RO Jihozápad),
- v Hradci Králové (RO Severovýchod),
- v Brně (RO Jihovýchod),
- v Olomouci (RO Střední Morava),
- v Opavě (RO Moravskoslezsko)

## Historie
- 1993 – při rozdělení ČSFR vznikl Státní fond tržní regulace v zemědělství (SFTR).
- 2000 – vstoupil v platnost zákon č. 256/2000 Sb., který upravoval a rozšiřoval působnost SFTR a měnil název na Státní zemědělský intervenční fond. Vznikla agentura SAPARD pro administraci předvstupního programu.
- 2003 – došlo k novému organizačnímu uspořádání SZIF – vzniklo 7 nových regionálních pracovišť (Odbory SZIF – NUTS II) a k rozhodnutí o sloučení SZIF, agentury SAPARD a Agrární platební agentury APA.
- 2004 – SZIF byla udělena akreditace jako platební agentuře pro provádění opatření Společné zemědělské politiky (SZP) financovaných ze záruční sekce Evropského zemědělského orientačního a záručního fondu.
- 2007 – SZIF byla udělena akreditace jako platební agentuře pro provádění opatření SZP financovaných z Evropského zemědělského záručního fondu a Evropského zemědělského fondu pro rozvoj venkova.
- 2008 – oficiálně byla zahájena činnost Celostátní sítě pro venkov (CSV). Od roku 2014 SZIF plní funkci koordinátora CSV, na regionální a krajské úrovni je organizace zajišťována regionálními a krajskými pracovišti SZIF.
- 2013 – do organizační struktury SZIF byly v rámci restrukturalizace zemědělského rezortu začleněny Agentury pro zemědělství a venkov (AZV), nynější Oddělení příjmu žádostí a LPIS (OPŽL).
- 2015 – SZIF začíná provádět aktualizaci půdního registru LPIS.
- 2020 – SZIF začíná administrovat zemědělské národní dotace.

## Portál farmáře
Hlavním účelem Portálu farmáře je zpřístupnění aplikací registrů Ministerstva zemědělství a podřízených organizačních složek státu (ÚKZÚZ, SVS, ÚHUL), a to jak pro přihlášené, tak pro nepřihlášené uživatele.
Portál farmáře SZIF kromě veškerých informacích ohledně podávání dotací poskytuje pro přihlášené uživatele taktéž možnosti elektronického podání žádostí a prohlížení stavu administrace a výplat již podaných žádostí.
Portál farmáře SZIF je úzce integrován s portálem eAGRI. V praxi to znamená, že již přihlášení uživatelé na portál eAGRI, vstoupí do privátní zóny portálu farmáře SZIF, aniž by se museli dodatečně přihlašovat. Platí to i pro opačný směr, kdy se uživatel nejprve přihlásí na Portál farmáře SZIF a z něj bude chtít pokračovat v práci na portálu eAGRI.
Přístup do Portálu Farmáře lze zřídit osobně na podatelnách Regionálních odborů a Centrály SZIF nebo na Oddělení příjmu žádostí a LPIS. Žádost o přístup lze podat také prostřednictvím datové schránky nebo e-Podatelny. Nelze ji zaslat poštou.